# Bingu Nationaal Stadion
Het Bingu Nationaal Stadion is een multifunctioneel stadion in Lilongwe, de hoofdstad van Malawi. Het stadion wordt meestal gebruikt voor voetbalwedstrijden. Er is ook een atletiekbaan om het veld heen. In het stadion is plaats voor ruim 41.000 toeschouwers.
In 2012 werd er een akkoord getekend met China. Dat land betaalt mee aan stadions in Afrika onder het zogenaamde "stadium diplomacy".
Hoewel de opening voor eind januari gepland stond met een wedstrijd tussen de voetbalelftallen van China en Malawi werd eerder al, op 2 januari 2017, de eerste wedstrijd in dit stadion gespeeld. Die wedstrijd was tussen Be Forward Wanderers tegen Nyasa Big Bullets (2-1). Op 28 januari werd het stadion officieel geopend door president Peter Mutharika.